# 內側行星和外側行星
在太陽系，
- 內側行星（Inferior planets）是軌道在地球內側繞行太陽的行星：水星和金星。
- 外側行星（Superior planets）是軌道在地球外側繞行太陽的行星：火星、木星、土星、天王星和海王星。在歷史上，冥王星曾經是地外行星。

## 歷史
這些專有名詞最初是用在克勞狄斯·托勒密的宇宙觀，用來區分本輪位于太陽環繞地球的軌道內側的行星（水星和金星）和在太陽軌道之外的行星（火星、木星和土星）。
在16世紀，這些名詞被否認托勒密宇宙觀模型的尼古拉斯·哥白尼修飾，用來區分行星的軌道相對於地球軌道的大小。

## 不同類別的行星
當以地球為參考點或定點來陳述行星： 
- "內側行星"是指水星和金星，它們比地球更靠近太陽。
- "外側行星"是指火星、木星、土星、天王星和海王星，它們都比地球距離太陽更遠。

這個名詞可以有更廣泛的用法，例如：從火星看，地球是一顆在內側的行星。

## 其它的行星術語
這些名詞的意義不同於內行星和外行星，他們是以小行星帶為分界，軌道在小行星帶的裡面，較靠近太陽的是內行星，外側離太陽較遠的的是外行星。內側行星也不同於微型行星（minor planet）或矮行星。外側行星也不同於氣態巨行星（gas giant）。